# Slag bij Fair Garden
De Slag bij Fair Garden vond plaats op 27 januari 1864 in Sevier County, Tennessee tijdens de Amerikaanse Burgeroorlog.
Na de Slag bij Dandridge had de Noordelijke cavalerie verschillende bevoorradingstransporten buit gemaakt. Op 25 januari 1864 instrueerde luitenant-generaal James Longstreet, bevelhebber van het departement van Oost Tennessee, om de Noordelijke raids een halt toe te roepen. Op 26 januari had brigadegeneraal Samuel D. Sturgis, na een schermutseling met Zuidelijke cavalerie, zijn troepen bevel gegeven om de verschillende oversteekplaatsen bij de French Broad River te bewaken. Twee Zuidelijke cavaleriebrigades en ondersteunende artillerie trokken in de namiddag op vanuit Fair Garden. Ze werden tegengehouden op een 6 km van Sevierville door de Noordelijke cavalerie. Andere Zuidelijke aanvallen haalden evenmin iets uit.
Noordelijke verkenners melden dat de Zuidelijken zich concentreerden bij Fair Garden Road. Sturgis beval een aanval in de vroege morgen van 27 januari. De Zuidelijken onder leiding van William T. Martin werden in een dichte mist terug gedrongen door een Noordelijke divisie onder leiding van Edward M. McCook. Rond 16.00 werd na een stormloop de Zuidelijke linie doorbroken. Op 28 januari zette Sturgis de achtervolging in en doodde en ving vele vijandelijke soldaten. De Noordelijke verkenners hadden drie infanteriebrigades van Longstreet de rivier zien oversteken. Sturgis besliste van zijn troepen terug te trekken. Ze hadden te weinig voorraden, munitie, wapens. Maar voor Sturgis vertrok richtte hij nog een aanval op de Zuidelijke cavaleriedivisie, onder leiding van brigadegeneraal Frank C. Armstrong, die zich 5 km verder bevond. Armstrong had zijn positie versterkt en de drie infanterieregimenten sloten zich bij hem aan. Bij de aanval van de Noordelijken vielen er veel slachtoffers. De gevechten duurden tot na zonsondergang, daarna trok Sturgis zich terug. De hoofdaanval was geslaagd. Maar door uitputting en te weinig voorraden moesten de Noordelijken zich uiteindelijk toch terugtrekken. De Noordelijken verloren 100 soldaten. De Zuidelijken hadden 165 slachtoffers te betreuren.

## Bron
- National Park Service - Fair Garden